# Paride Benassai
Paride Benassai (Palermo, 26 maggio 1956) è un attore e regista teatrale italiano.

## Biografia
Figura tra gli attori più rappresentativi del Teatro siciliano degli ultimi 40 anni. Nasce e cresce a Palermo, città nella quale frequenta la facoltà di Legge dell’università. Debutta come attore teatrale nel 1976 e poi nel 1979 interpreterà "U' Surci" nello spettacolo cult siciliano "Palermo Oh Cara" di Luigi Maria Burruano. Dal 1983 al 1988 è stato Direttore del Piccolo teatro Città di Palermo ed ha lavorato per circa 10 anni in qualità di attore con il Teatro Biondo Stabile di Palermo con cui tuttora collabora. Ha preso parte a spettacoli teatrali e film con registi del calibro di Roberto Guicciardini (Una cosa di carne tra il 1990 e il 1991 Il delirio dell'oste Bassà tra il 1991 e il 1992, Le notti di Palermo e Un filosofo a teatro tra il 1992 e il 1993, Coriolano tra il 1993 e il 1994 e Candido tra il 1996 e il 1998), Carlo Quartucci, Mario Missiroli, Gianfranco Albano (Il figlio della luna del 2007, e Felicia Impastato del 2016), Mauro Avogadro, Paolo Virzì, Michele Soavi (Ultimo - L'infiltrato del 2004), Giuseppe Tornatore (Baarìa del 2009), Emanuele Crialese, Roberto Andò, Ficarra e Picone (Il 7 e l'8 del 2007 e L'ora legale del 2017), Dennie Gordon e Nzingha Stewart.
Ha lavorato in Rai con diversi cicli di trasmissioni radiofoniche, e alcuni dei suoi lavori sono stati ripresi e trasmessi da Rai 3. Dal 1988 al 1990 ha svolto attività di laboratorio con i detenuti del Carcere dell'Ucciardone di Palermo; la messa in scena è stata ripresa e trasmessa da Rai 3. Parte della sua attività teatrale è stata anche oggetto di studi in due tesi di laurea presso l'Università degli Studi di Palermo nella facoltà di Lettere e Filosofia.
Il 10 settembre 2017 vince il premio Musa d'argento 2017, come migliore attore per l'interpretazione di Pino Puglisi nel film L'ultimo sorriso di Rosalinda Ferrante e Sergio Quartana.

## Filmografia

### Cinema
- I Grimaldi, regia di Giorgio Castellani (1997)
- La passione di Giosuè l'ebreo, regia di Pasquale Scimeca (2005)
- Il 7 e l'8, regia di Ficarra e Picone (2006)
- Baarìa, regia di Giuseppe Tornatore (2009)
- Ore diciotto in punto, regia di Giuseppe Gigliorosso (2014)
- L'ora legale, regia di Ficarra e Picone (2017)
- L'ultimo sorriso, regia di Rosalinda Ferrante e Sergio Quartana (2017)
- La fuitina sbagliata, regia di Mimmo Esposito (2018)
- Un pugno di amici, regia di Sergio Colabona (2020)
- E poi si vede, regia di Giovanni Calvaruso (2025)

### Televisione
- Brancaccio - miniserie TV (2001)
- Ultimo - L'infiltrato - miniserie TV (2004)
- Il commissario Montalbano - serie TV, episodio 2x06 (2006)
- Il figlio della luna - film TV (2007)
- Il giovane Montalbano - serie TV, episodio 1x01 (2012)
- La mafia uccide solo d'estate - serie TV, episodi 1x10-1x12 (2016)
- Felicia Impastato - film TV (2016)
- L'Ora - Inchiostro contro piombo, regia di Piero Messina, Ciro D'Emilio, Stefano Lorenzi – serie TV, (2022)
- From Scratch – serie TV (2022)
- Màkari – serie TV, episodio 3x03 (2024)

## Teatrografia parziale
- Manu mancusa di Franco Scaldati - regista (1977-1978)
- Palermo oh cara di Luigi Maria Burruano - regista (1979-1981)
- Chewing-gum - autore e regista (1984-1985)
- Scusi, permesso... - autore (con Salvo Licata) e regista (1984-1985)
- Aspettando Palermo - autore e regista (1985-1986)
- Un raggio di luna in pantaloni con le ciglia finte - autore e regista (1986-1987)
- Sbrizzi - autore e regista (con Matteo Bavera) (1987-1988)
- A memoria - autore (1988)
- Lo spirito della morte - regia di Giuseppe Dipasquale - attore (1989-1990)
- Capitano Ulisse - regia di Mario Missiroli - attore (1990-1991)
- Una cosa di carne - regia di Roberto Guicciardini - attore (1990-1991)
- Divina Palermo - regia di Paride Benassai - attore (1990-1991)
- Il delirio dell'oste Bassà - regia di Roberto Guicciardini - attore (1991-1992)
- Affare droga - testi di Antonio Adamo e Maricla Boggio - attore (1992-1993)
- La notti di Palermo - regia di Roberto Guicciardini - attore (1992-1993)
- Un filosofo a teatro - a cura di Roberto Guicciardini - attore (1992-1993)
- L'aria del continente - regia di Antonio Adamo - attore (1993)
- Coriolano - regia di Roberto Guicciardini - attore (1993-1994)
- Candido - regia di Roberto Guicciardini - attore (1996-1998)
- Aulularia - commedia di Tito Maccio Plauto; adattata da Michele di Martino, regia di Francesco Sala (2024)